# LHS 1140 b
LHS 1140 b — экзопланета у звезды LHS 1140 в созвездии Кита. Находится на расстоянии приблизительно 40 световых лет от Солнца.

## История открытия
Планета была открыта командой проекта MEarth, занимающегося поисками обитаемых экзопланет вблизи карликовых звёзд спектрального класса M. Намного менее яркие и массивные, чем Солнце, эти звёзды составляют 75% звёздного населения нашей Галактики. Планета была изначально обнаружена 2014 году в ходе наблюдений на массиве из 8 телескопов в Межамериканской обсерватории Серро-Тололо (южная обсерватория MEarth, MEarth-South) методом транзитной фотометрии. Открытие было подтверждено с помощью HARPS (ESO). 
Доктор Джейсон Диттманн (Гарвард-Смитсоновский центр астрофизики в США) заметил: «Это самая захватывающая экзопланета, которую я видел за последнее десятилетие. Мы вряд ли могли надеяться на лучшую цель для выполнения одного из самых больших квестов в науке — поиск доказательств жизни за пределами Земли».

## Характеристики
Планета LHS 1140 b по размеру больше Земли, составляет почти 7 земных масс, относится к классу суперземель и является одной из самых плотных обнаруженных планет. Обращается вокруг материнской звезды (красного карлика) за 24,7 дня и имеет атмосферу, которая может сделать её пригодной для жизни, учитывая, что она попадает в зону обитаемости. Диаметр планеты в 1,4 раза больше Земли (18,221 километров). Планета примерно в 6,6 раз массивнее Земли. По уточнённым данным масса и радиус планеты равны 6,98 ± 0,89 и 1,727 ± 0,032 земных соответственно, средняя плотность — 7,5 г/см³. Наблюдения телескопа Хаббл показали возможное наличие в атмосфере планеты водяного пара.

## Пригодность для жизни
LHS 1140 b движется по орбите вблизи внешнего края зоны обитаемости. При достаточном атмосферном давлении на её поверхности вода может находиться в жидком состоянии. Равновесная температура LHS 1140 b довольно низкая — 230 К (-43 °C). Это соответствует температуре полярных областей Земли. Однако данная температура рассчитана без учета влияния плотной атмосферы. При парниковом эффекте, подобном земному, температура поверхности планеты будет составляет около 266 K (-7 °C), но поскольку планета более массивна, чем Земля, парниковый эффект может быть выше. При вдвое большем влиянии парникового эффекта температура поверхности LHS 1140 b составила бы 296 K (23 °C). О возможности наличия атмосферы говорит низкая активность родительской звезды: диссипация атмосферы из-за воздействия звёздного ветра не будет очень высокой, что позволяет предположить, что планета сможет сохранить свою атмосферу в течение длительного времени.

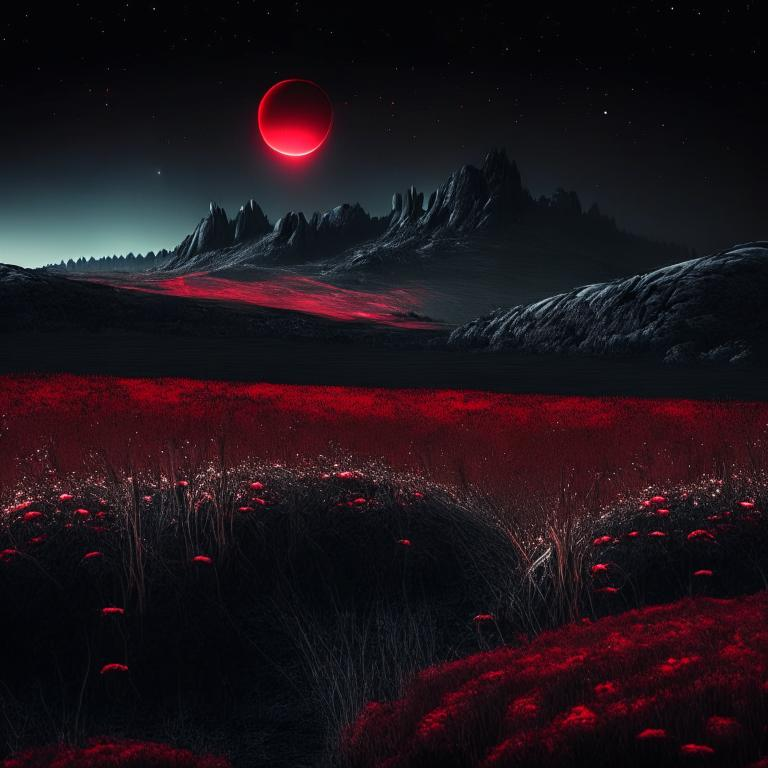
Возможный пейзаж с чёрной травой под тусклым светом красной звезды на планете LHS 1140 b в представлении нейросети

Основная часть энергии звездами класса M излучается в красной и инфракрасной области спектра. Ввиду этого можно предположить, что на поверхности планеты царит полутьма. Это также означает, что негативное воздействие ультрафиолетового излучения звезды на возможную жизнь будет сведено к минимуму. По мнению Диттмана, растительная жизнь, если она существует на планете, будет выглядеть не так как на Земле, поскольку при столь низком уровне освещения хлорофилл не сможет обеспечивать достаточно эффективный процесс фотосинтеза. Гипотетические травяные поля на планете должны быть чёрными, чтобы обеспечить максимальное поглощение света.
Возможность наличия пригодных для жизни условий на планете зависит от состояния её атмосферы. На ранних этапах существования планеты активность родительской звезды была больше и планета подвергалась интенсивному облучению. Если жизненный цикл планеты включал длинную фазу океана магмы (что является возможным из-за её большого размера), то основную роль в формировании атмосферы могло сыграть вторичное высвобождение газов уже после спада активности звезды, что сделало бы возможным существование атмосферы, подобной земной. Однако возможен и другой сценарий, в котором из-за интенсивного излучения звезды и диссипации атмосферы происходит потеря большей части воды. В этом случае атмосфера планеты может быть похожа на неблагоприятную для жизни атмосферу Венеры.
Более точные сведения о составе атмосферы планеты и масштабах парникового эффекта дали наблюдения с использованием телескопа Джеймс Уэбб и NIRISS посредством наблюдения 2 транзитов. Поправки на массу и радиус указывают на то, что объемная плотность значительно ниже, чем ожидалось для скалистого недра, подобного Земле, предполагая, что LHS 1140 b может быть либо мини-Нептуном с небольшой водородной оболочкой (~0,1% по массе) или водный мир (9–19% воды по массе). Наблюдения позволяют предположить, что LHS 1140 b либо безвоздушен, либо, что более вероятно, окружен атмосферой с высокой средней молекулярной массой. Анализ этих наблюдений категорически исключил сценарий мини-Нептуна, при этом имеются убедительные доказательства того, что экзопланета LHS 1140 b является суперземлей, которая может даже иметь богатую азотом атмосферу. Оценки, основанные на всех накопленных данных, показывают, что LHS 1140 b имеет меньшую плотность, чем ожидалось, для каменистой планеты с земным составом, что позволяет предположить, что от 10-20% процентов ее массы может составлять вода. Это открытие указывает на то, что LHS 1140 b представляет собой привлекательный водный мир, вероятно, напоминающий снежный ком или ледяную планету с потенциальным жидким океаном.